# Ониоманија
Ониоманија је болест импулсивног прекомерног куповања потребних и непотребних ствари.